# Dorfkirche Eichholz (Heideland)

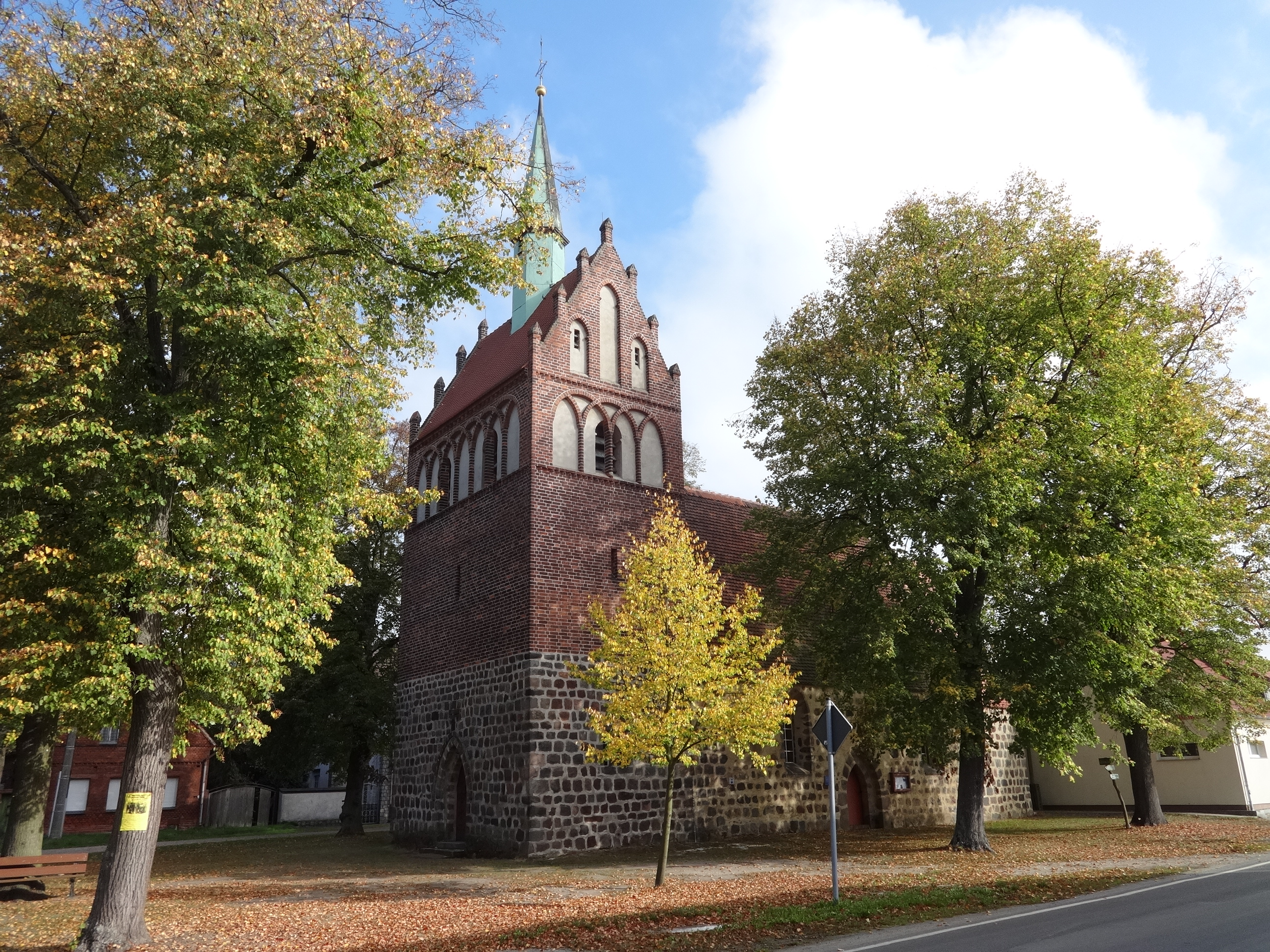
Dorfkirche Eichholz (Heideland)

Die evangelische, denkmalgeschützte Dorfkirche Eichholz steht in Eichholz, einem Ortsteil der Gemeinde Heideland im Landkreis Elbe-Elster von Brandenburg. Sie gehört zum Pfarrsprengel Klosterkirchengemeinden Doberlug im Kirchenkreis Niederlausitz der Evangelischen Kirche Berlin-Brandenburg-schlesische Oberlausitz.

## Beschreibung
Die am 18. Januar 1906 eingeweihte Saalkirche geht im Kern auf eine Feldsteinkirche aus der zweiten Hälfte des 13. Jahrhunderts zurück, von der das Langhaus und das Erdgeschoss des gleich breiten Kirchturms im Westen aus Feldsteinen erhalten blieben. Sie wurde 1904/05 um den eingezogenen, gerade geschlossenen Chor im Osten und einer Sakristei an seiner Nordwand erweitert.
Der Kirchturm wurde neugotisch aus Backsteinen aufgestockt und quer mit einem Satteldach zwischen den mit Fialen verzierten Giebeln bedeckt, aus dem sich ein sechseckiger Dachreiter erhebt, auf dem ein spitzer Helm sitzt.
Der Innenraum des Langhauses ist mit einem bemalten hölzernen Tonnengewölbe überspannt, der des durch einen Chorbogen verbundenen Chors mit einem Kreuzrippengewölbe. Zur Kirchenausstattung gehört ein Altar mit barockem Altarretabel, das die Kreuzigung zeigt. In der Predella ist das letzte Abendmahl dargestellt. Die hölzerne Kanzel stammt aus der zweiten Hälfte des 17. Jahrhunderts. In ihrer Brüstung sind die vier Evangelisten zu sehen. Zeitgleich entstand das hölzerne Taufbecken.
Die Orgel mit acht Registern auf zwei Manualen und Pedal wurde 1905 als Opus 3 vom Mitteldeutschen Orgelbau A. Voigt hinter den Prospekt einer Orgel aus dem 18. Jahrhundert eines unbekannten Orgelbauers eingebaut.